# Walpole (Norfolk)
Walpole – wieś w Anglii, w hrabstwie Norfolk, w dystrykcie King’s Lynn and West Norfolk. Leży 74 km na zachód od Norwich i 138 km na północ od Londynu. Miejscowość liczy 1707 mieszkańców.